# Condado de Sac
O Condado de Sac é um dos 99 condados do estado norte-americano do Iowa. A sede do condado é Sac City, que é também a sua maior cidade. O condado tem uma área de 1498 km² (dos quais 7 km² estão cobertos por água), uma população de 11 529 habitantes, e uma densidade populacional de 8 hab/km² (segundo o censo nacional de 2000). O condado foi fundado em 1851 e o seu nome provém da tribo ameríndia Sac.